# Weduweroodbaars
De weduweroodbaars (Sebastes entomelas) is een straalvinnige vis uit het geslacht Sebastes en behoort daarom tot de orde schorpioenvisachtigen (Scorpaeniformes), die voorkomt in het noordoosten en het oosten van de Grote Oceaan.

## Anatomie
Sebastes entomelas kan een lengte bereiken van 60 cm en kan maximaal 60 jaar oud worden. De vis heeft één rugvin met 13 stekels en 14-16 vinstralen en één aarsvin met drie stekels en 8 vinstralen.

## Leefwijze
Sebastes entomelas is een zoutwatervis die voorkomt in een gematigd klimaat. De diepte waarop de soort voorkomt is maximaal 550 m onder het wateroppervlak. De vis voedt zich hoofdzakelijk met dierlijk voedsel.

## Relatie tot de mens
Sebastes entomelas is voor de beroepsvisserij en voor de hengelsport van belang. De soort wordt tevens gevangen voor commerciële aquaria.
De soort komt niet voor op de Rode Lijst van de IUCN.